# Пам'ятки археології Мурованокуриловецького району
У Мурованокуриловецькому районі Вінницької області під обліком перебуває 7 пам'яток археології.
| №  | Охоронний № | Найменування пам’ятки            | Пам'яток у комплексі | Адреса           | Дата (епоха)        | Дата відкриття або виявлення | Автори (дослід.)          | Рішення про взяття під охорону |
| -- | ----------- | -------------------------------- | -------------------- | ---------------- | ------------------- | ---------------------------- | ------------------------- | ------------------------------ |
| 1. | 618         | Поселення епохи бронзи           |                      | с. Біляни        | X-IX ст.ст. до н.е. | 1954 р.                      | археолог М.І. Артамонов   | № 9617.02.1983 р.              |
| 2. | 614         | Поселення трипільської культури  |                      | с. Вищеольчедаїв | IV-III тис. до н.е. | 1946 р.                      | археолог М.І. Артамонов   | №31310.06.1971 р.              |
| 3. | 615         | Поселення трипільської культури  |                      | с. Дерешова      | IV-III тис. до н.е. | 1946 р.                      | археолог М.І. Артамонов   | №31310.06.1971 р.              |
| 4. | 616         | Поселення трипільської культури  |                      | с. Котюжани      | IV-III тис. до н.е. | 1946 р.                      | археолог М.І. Артамонов   | №31310.06.1971 р.              |
| 5. | 621         | Поселення черняхівської культури |                      | с. Обухів        | ІІ-IV ст. ст. н.е.  | 1927 р.                      | археологД. Повчаков-ський | №31310.06.1971 р.              |
| 6. | 617         | Поселення трипільської культури  |                      | с. Перекоринці   | IV-III тис. до н.е. | 1946 р.                      | археолог М.І. Артамонов   | №31310.06.1971 р.              |
| 7. | 82          | Поселення черняхівської культури |                      | с. Привітне      | ІІ-IV ст. ст. н.е.  | 1986 р.                      | к. і. н. П. І. Хавлюк     | № 22726.06.1987 р.             |
|    |             |                                  |                      |                  |                     |                              |                           |                                |

## Джерело
- Пам'ятки Вінницької області